# Museum Kunst der Westküste
Il Museum Kunst der Westküste è un museo d'arte situato ad Alkersum sull'isola di Föhr, nella Frisia settentrionale in Germania.

## Descrizione
Il museo raccoglie ed espone opere arte che affrontano come tematica quella mare e delle zone costiere. Il museo ha avuto inizio con una collezione di dipinti donati dal fondatore del museo Frederik Paulsen, presidente della Ferring Pharmaceuticals.
Il museo comprende anche arte danese, tedesca, olandese e norvegese databili tra il 1830 e il 1930, che documentano la vita lungo la costa continentale del Mare del Nord. Sono rappresentati artisti scandinavi e tedeschi del XIX e XX secolo, tra cui Anna Ancher, Michael Ancher, Max Beckmann, Johan Christian Dahl, Peder Severin Krøyer, Christian Krohg, Max Liebermann, Emil Nolde ed Edvard Munch.
La collezione contiene anche opere di pittori olandesi come l'artista romantico Andreas Schelfhout e membri della Scuola dell'Aia, Jozef Israëls e Hendrik Willem Mesdag. Sono presenti opere anche di Johan Barthold Jongkind, Eugène Boudin, Otto Heinrich Engel e Hans Peter Feddersen.

## Architettura
Il museo è stato progettato da Sunder-Plassmann Architekten come un complesso museale in più parti. Il museo contiene sei gallerie con uno spazio espositivo totale di oltre 900 metri quadrati.
L'architettura del museo integra edifici già esistenti come degli ex fienili, con un complesso costruito tra il 2006 e il 2009, con anche un giardino.

## Riconoscimenti
Nel 2011 il museo è stato candidato per il premio Premio del museo europeo dell'anno. Lo stesso anno lo studio che ha progettato il complesso Sunder-Plassmann Architekten ha ricevuto l'Architekturpreis Schleswig-Holstein e il museo ha ricevuto il Red Dot Design Award.